# Heinz Hauenstein
Heinz Hauenstein (ur. 1899 r., zm. 1962 r.) – niemiecki wojskowy; dowódca Batalionu Szturmowego Heinz w III powstaniu śląskim, który brał udział w bitwie w rejonie Góry św. Anny i dopuszczał się mordów na Polakach, Francuzach oraz Niemcach uznanych za zdrajców, później jeden z założycieli NSDAP, a następnie dowódca Organizacji Heinz, która dokonywała aktów sabotażu podczas okupacji Zagłębia Ruhry
Na niemieckim procesie w Szczecinie przyznał się, że jego oddział zamordował ponad dwieście osób podejrzanych o sprzyjanie powstańcom śląskim.